# Église Saint-Crépin-et-Saint-Crépinien de Bouconville-Vauclair
L'église Saint-Crépin-et-Saint-Crépinien est une église située à Bouconville-Vauclair, dans le département de l'Aisne, en France.

## Localisation
L'église est située sur la commune de Bouconville-Vauclair, dans le département de l'Aisne.

## Historique
Inscrite à l'Inventaire général du patrimoine culturel depuis 2003.